# Onthophagus pseudoplebejus
Onthophagus pseudoplebejus là một loài bọ cánh cứng trong họ Bọ hung (Scarabaeidae).